# Pływanie synchroniczne na Letnich Igrzyskach Olimpijskich 2008 – drużyny
Drużyny kobiet były jedną z dwóch konkurencji w pływaniu sychronicznym jakie rozegrano podczas Letnich Igrzysk Olimpijskich w Pekinie. Konkurencja rozegrana została na pływalni w Beijing National Aquatics Centre w dniach 22 – 23 sierpnia 2008 r.
Do rywalizacji przystąpiło 8 zespołów.
Na końcowy wynik składało się suma 50% oceny uzyskanej za program techniczny oraz 50% oceny za program dowolny.

## Wyniki
| Kraj              | Zawodniczki | Runda techniczna | Rudna dowolna | Łącznie | Pozycja |
| ----------------- | --- | ---------------- | ------------- | ------- | ------- |
| Rosja             | Anastasija Dawydowa, Anastasija Jermakowa, Maria Gromowa, Natalja Iszczenko, Elwira Chasianowa, Olga Kuszela, Swietłana Romaszyna, Anna Szorina | 49,500           | 50,000        | 99,500  | złoto   |
| Hiszpania         | Alba Cabello, Raquel Corral, Andrea Fuentes, Thais Henriquez, Laura Lopez, Gemma Mengual, Irina Rodriguez, Paola Tirados                        | 48,917           | 49,334        | 98,251  | srebro  |
| Chiny             | Gu Beibei, Jiang Tingting, Jiang Wenwen, Liu Ou, Luo Xi, Sun Qiuting, Wang Na, Zhang Xiaohuan                                                   | 48,584           | 48,750        | 97,334  | brąz    |
| Kanada            | Erin Chan, Jessica Chase, Jessika Dubuc, Marie-Pierre Gagné, Fanny Létourneau, Shayna Nackoney, Anouk Renière-Lafrenière, Courtenay Stewart     | 47,584           | 48,084        | 95,668  | 4.      |
| Stany Zjednoczone | Brooke Abel, Janet Culp, Kate Hooven, Christina Jones, Andrea Nott, Annabelle Orme, Jill Penner, Kim Probst, Becky Kim                          | 47,584           | 47,750        | 95,334  | 5.      |
| Japonia           | Ai Aoki, Saho Harada, Naoko Kawashima, Hiromi Kobayashi, Erika Komura, Ayako Matsumura, Emiko Suzuki, Masako Tachibana, Yumiko Ishiguro         | 48,167           | 47,167        | 95,334  | 6.      |
| Australia         | Eloise Amberger, Coral Bentley, Sarah Bombell, Myriam Glez, Erika Leal-Ramirez, Tarren Otte, Samantha Reid, Bethany Walsh, Tamika Domrow        | 40,417           | 41,750        | 82,167  | 7.      |
| Egipt             | Reem Abdalazem, Aziza Abdelfattah, Hagar Badran, Dalia El Gebaly, Shaza El-Sayed, Youmna Khallaf, Mai Mohamed, Nouran Saleh, Lamyaa Badawi      | 39,750           | 41,083        | 80,833  | 8.      |